# Еді Фейк
Еді Фейк (англ. Edie Fake; нар. 1980) — американський художник, ілюстратор, автор та трансгендерний активіст.
Фейк відомий своїми коміксами/зинами, картинами гуашшю, картинами чорнилом та муралами. Фейк має нагороди за комічний серіал про Гейлорда Фенікса, людину, подібну до птахів, яка подорожує в різні середовища та має різних закоханих. В різний час жив в Джошуа-Трі, Каліфорнії, після цього проживав у Чикаго та Лос-Анджелесі.

## Життєпис
Фейк народився в 1980 році і виріс в Еванстоні, штат Іллінойс. У 2002 році Фейк отримав ступінь B.F.A. (Бакалавра з образотворчого мистецтва) з кіно, анімації та відео (FAV) закінчивши школу дизайну Род Айленду (RISD). Закінчивши RISD, Фейк займався монтажем плівки приблизно 6 років, і почав роботу над коміксами, колажами, малюванням та переводив свою анімацію на двовимірну роботу, оскільки вона була доступнішою.
У 2015 році він був зарахований до школи мистецтв Роскі в Університеті Південної Каліфорнії (USC) і був одним із семи художників (на прізвисько «USC7»), які кинули школу на знак протесту проти жорстокого поводження з боку адміністрації.

## Твори
В роботах Еді використовує візуальну абстракцію як дослідження ідентичності трансгендерного та квір-досвіду. Коротку серію коміксів Gaylord Phoenix Фейк намалював у 2002 році. В книзі «Гейлорд Фенікс» (2010) є вираз бажання та перетворення, що відбувається з людиною птахом у сновидінні, фантазійному середовищі.
У ілюстрованій книзі «Палаци пам'яті» (2014) Фейк переосмислює фасади історичних квір-просторів у Чикаго в абстрактних, фентезійних картинах архітектури, які використовуються як метафора для трансгендерного тіла. Як архітектура, так і людське тіло, вони існують як структури і є декоративними та захисними властивостями, і обидвоє вони є вразливтит через зрушення в політиці США та соціальних змін. Крім того, на однойменній виставці «Палаци пам'яті» (2013) у галереї «Томас Робертелло» в Чикаго була серія малюнків під назвою «Шлюз», де Фейк віддає данину смерті п'яти друзям художника, Марку Агухару, Ніку Джанджі, Дарі Грінвальд, Фло МакГарреллу та Ділану Вільямсу.
Фейк виграв премію Ігнатц 2011 року за «Видатний графічний роман», «Гейлорд Фенікс».

## Виставки
Тут наведено перелік вибраних виставок робіт Еді Фейка, розділених за типом та перелічених за роком.

### Власні виставки
- 2019—2020 — Affordable Housing for Trans Elders, сольний настінний розпис/ мурал, Художній музей Берклі та Тихоокеанський кіноархів (BAMPFA), Берклі, Каліфорнія[23]
- 2019—2020 — Edie Fake: Labyrinth, Художній центр, Нью-Йорк[24].
- 2018 — Edie Fake: Structure Shifts, Музей мистецтв Еверсона, Сиракузи, Нью-Йорк[25]
- 2016 — Edie Fake, Галерея Мальборо, Нью-Йорк[26][27]
- 2013 — Memory Palaces, Сольна виставка, Галерея Томаса Робертелло, Чикаго, Іллінойс[28][29]

### Групові виставки
- 2019 — Queer Forms, Галерея Кетрін Е. Неш, Міннесотський університет, Міннеаполіс, Міннесота[30]
- 2019 — Queer Abstraction, Демойнський виставковий центр, Де-Мойн, Айова[31]
- 2019 — Queer California: Untold Stories, Оклендський музей Каліфорнії (OMCA), Окленд, Каліфорнія[32]
- 2018 — Surface/Depth: The Decorative After Miriam Schapiro, Музей мистецтв та дизайну (MAD), Нью-Йорк[33]
- 2018 — Declaration, Інститут сучасного мистецтва Ричмонду (ICA), Університет співдружності Вірджинії (VCU), Ричмонд, Вірджинія[34]
- 2017 — A Dazzling Decade: Works Acquired Over the Past 10 Years, Нерманський музей сучасного мистецтва (NMOCA), Громадський коледж округу Джонсон, Оверленд Парк, Канзас[35]
- 2016 — Tomorrow Never Happens, Samek Gallery, Бакнельський університет, Льюїсбург, Пенсільванія[36]

## Публікації
- Fake, Edie (2010). Gaylord Phoenix. Brooklyn, New York: Secret Acres. ISBN 9780979960987.
- Fake, Edie (2014). Memory Palaces. Brooklyn, New York: Secret Acres. ISBN 9780988814936.
- Fake, Edie (2018). Little Stranger. Brooklyn, New York: Secret Acres. ISBN 9780999193501.